# Ђумић
Ђумић је српскохрватско презиме. Познати људи са овим презименом су:
- Божо Ђумић (1992), професионални кошаркаш
- Дарио Ђумић (1992), професионални фудбалер